# Puceul
Puceul é uma comuna francesa na região administrativa da Pays de la Loire, no departamento de Loire-Atlantique. Estende-se por uma área de 20,09 km². Em 2010 a comuna tinha 1 157 habitantes (densidade: 57,6 hab./km²).